# Danae (mitologia)

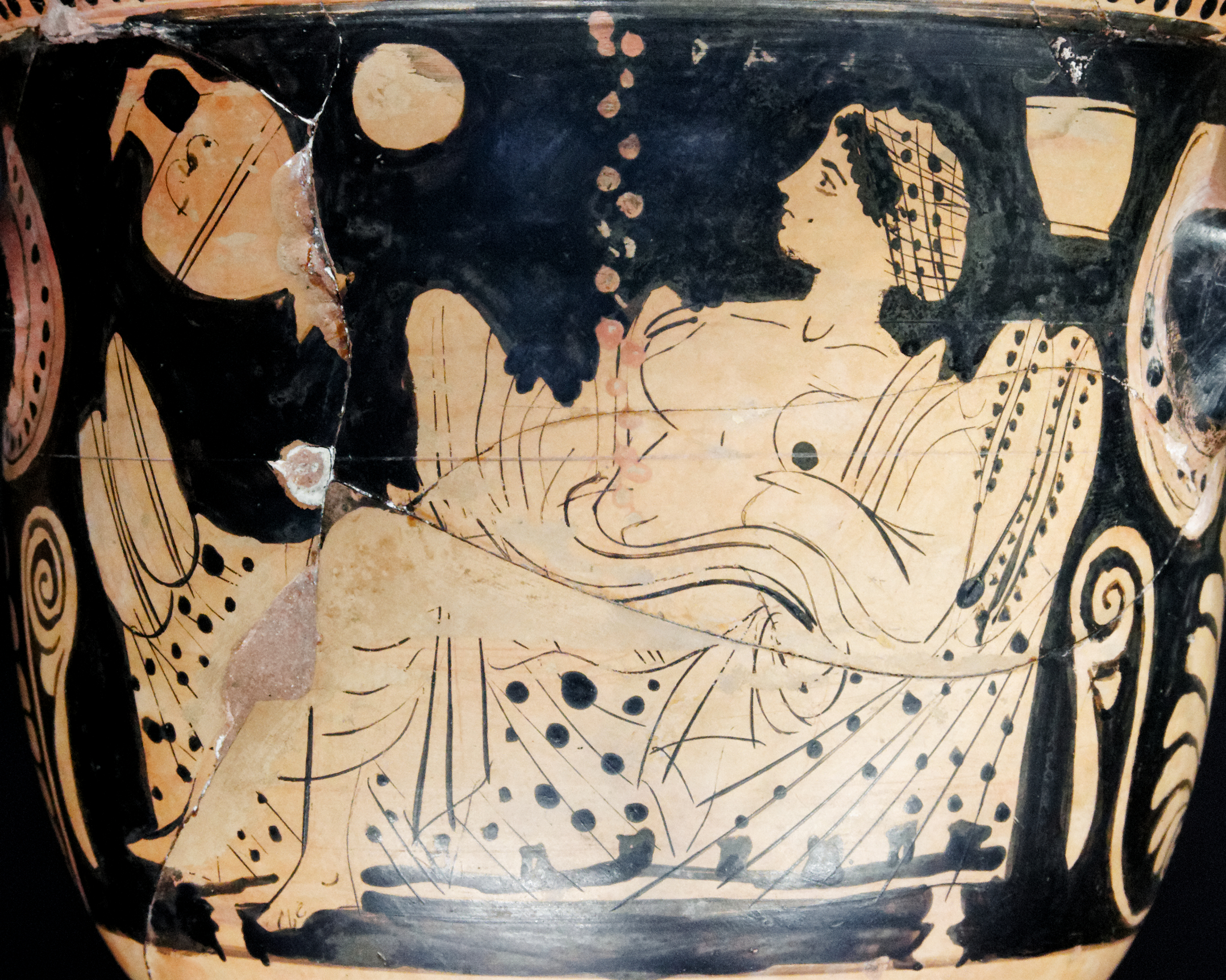
Danae, beocki krater czerwonofigurowy, V w. p.n.e.

Danae (stgr. Δανάη Danáē, łac. Danae) – postać z mitologii greckiej. Córka Akrizjosa, króla Argos i Eurydyki córki Lakedajmona i Sparty.
W związku z przepowiednią, że zginie z ręki wnuka, Akrizjos zamknął Danae w spiżowej komnacie. Jednak za sprawą Zeusa, który przyjął postać złotego deszczu, Danae została matką herosa Perseusza. Król, dowiedziawszy się o tym, kazał zamknąć Danae z Perseuszem w skrzyni i wrzucić do morza. Jednak dzięki pomocy Zeusa matka i dziecko przeżyli. Zostali wyłowieni przez Diktysa, brata tyrana Polidektesa, w pobliżu wyspy Serifos. Według jednej z wersji Diktys zaprowadził Danae do Polidektesa, który poślubił ją. Według innej wersji Polidektes zakochał się w Danae i by uniknąć obecności jej syna, wysłał go po głowę Meduzy. Podczas jego nieobecności Polidektes usiłował uwieść Danae. Po powrocie Perseusz zamienił w kamień Polidektesa za pomocą głowy Meduzy, a jego królestwo oddał w ręce Diktysa. Później zawiózł Danae do Argos do jej matki Eurydyki, a sam udał się na poszukiwanie Akrizjosa.
Według mitu italskiego Danae i Perseusz zostali wyłowieni u wybrzeży Lacjum, gdzie Danae wyszła za Pilumnusa i założyła miasto Ardeę.